# Patricia Soto
Patricia Soto (ur. 10 lutego 1980 w Peru) – peruwiańska siatkarka, reprezentantka kraju, grająca na pozycji przyjmującej. 

## Przebieg kariery
| 1999/2000                 | Independiente de Chosica |
| 1999/2000 (do 04.03.2000) | Rio Marsì Palermo        |
| 2000/2001 (do 01.10.2000) | Ain Napoli               |
| 2001/2002 (do 26.02.2002) | Jogging Volley Altamura  |
| 2002/2003                 | Enosi Wironas            |
| 2003–2005                 | Volley Köniz             |
| 2006/2007                 | Galatasaray Stambuł      |
| 2007/2008                 | OSACC Haro Rioja Vóley   |
| 2008/2009                 | SVS Post Schwechat       |
| 2009/2010                 | Regatas Lima             |
| 2010/2011                 | Divino Maestro           |
| 2010/2011 (do 01.2011)    | Dinamo Bukareszt         |
| 2011/2012                 | CV Deportivo Géminis     |
| 2012–2014                 | Universidad San Martín   |
| 2014–2018                 | CV Deportivo Géminis     |

## Sukcesy klubowe
Puchar Szwajcarii:
- 2004

Mistrzostwo Szwajcarii:
- 2004
- 2005

Mistrzostwo Austrii:
- 2009

Mistrzostwo Rumunii:
- 2011

Mistrzostwo Peru:
- 2012, 2014
- 2010, 2013, 2015
- 2016, 2017

## Sukcesy reprezentacyjne
Mistrzostwa Ameryki Południowej:
- 1997, 2005, 2007
- 1999, 2003, 2009, 2011, 2017

Puchar Panamerykański:
- 2010

## Nagrody indywidualne
- 2008: Najlepsza zagrywająca Pucharu Panamerykańskiego
- 2010: Najlepsza blokująca Pucharu Panamerykańskiego